# Pseudosaponaria pilosa
Pseudosaponaria pilosa là loài thực vật có hoa thuộc họ Cẩm chướng. Loài này được Ikonn. miêu tả khoa học đầu tiên.